# Хоссейн Хоссейні (футболіст, 1992)
Сеєд Хоссейн Хоссейні (перс. سید حسین حسینی; нар. 30 червня 1992, Шираз, Іран) — іранський футболіст, воротар «Естеґлала».

## Клубна кар'єра

### 2010—2012: Ранні роки та дебют у «Барзі» (Шираз)
Футбольну кар'єру розпочав у «Барзі» (Шираз). Більшу частину матчів провів на лаві для запасних, вийшов на поле у 2-х поєдинках.

### «Естеґлал»
Влітку 2012 року підписав 3-річний контракт з «Естеґлалем». Згодом в інтерв'ю Navad заявив, що відмовився від вигідної пропозиції «Персеполіса» приєднатися до команди, яку він підтримував з дитинства. Згодом цю інформацію підтвердив Мохаммад Руянян, який на той час займав посаду президента клубу.
Дебютував за «Естеґлал» 9 липня 2013 року в переможному (2:1) товариському матчі проти київського «Динамо». На офіційному рівні дебютував за команду 10 грудня 2013 року в поєдинку кубку Хазфі проти «Каспіана Казвін».

#### 2014—2016: Оренда в «Малаван»
Влітку 2014 року, для проходження військової служби, відправився в оренду до «Малавана». Дебютував у Про-лізі 25 серпня 2014 року в поєдинку проти «Рах Ахана».

#### 2016—2017: Повернення в «Естеґлал»
По завершенні військові служби повернувся в «Естеґлал», де став дублером Сеєда Мехді Рахматі. Напередодні матчу першого туру Про-ліги проти «Нафт Тегеран» Сеєд Мехді Рахматі отримав травму, тому в стартовому складі «Естеґлала» в тому поєдинку вийшов на поле Хоссейн Хоссейні. У сезоні 2016/17 років зіграв 8 матчів.

#### 2017—2018

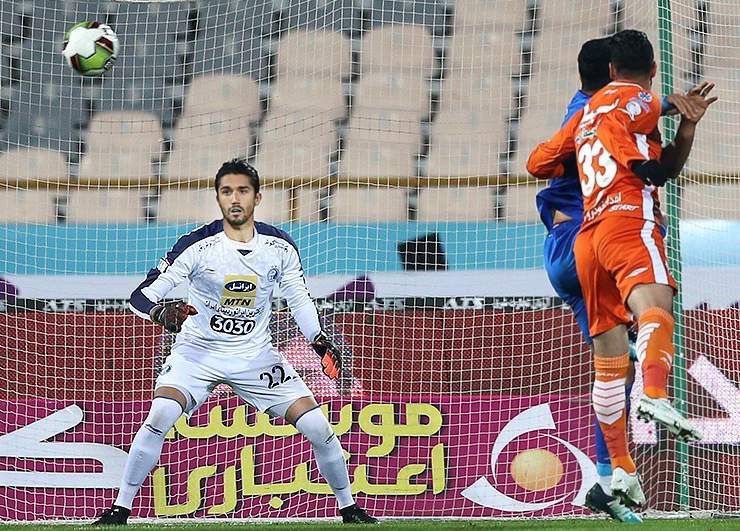
Хоссейні у січні 2018 року в поєдинку проти «Сайпи»

На початку сезону Мехді Рахматі був основним воротарем, однак після того, як у перших 5-и матчах команда не змогла здобути 4-и перемоги, головний тренер Алі Реза Мансурян вирішив надати шанс Хоссейні. 15 вересня Хоссейн дебютував у поєдинку іранського чемпіонату проти «Парс Джонубі», в якому пропустив 2 м'ячі. В наступному матчі чемпіонату, 20 вересня проти «Зоб Ахана», вивів свою команду на футбольне поле з капітанською пов'язкою. Вперше залишив свої ворота в недоторканності в нічийному (0:0) поєдинку проти «Фулада». Після збереження воріт свого клубу «сухими» 5 січня 2018 року, перевершив рекорд Алірези Бейранванда (721 хвилина без пропущеного м'яча), в нічийному (0:0) поєдинку Про-ліги проти «Трактор Сазі». 12 січня він перевищив рекорд за кількістю «сухих» хвилин поспіль у вищому дивізіоні іранського чемпіонату, встановленому Бахрамом Маваддатом у 1976 році, на 28 хвилин в поєдинку проти «Сайпи»; встановивши новий рекорд за кількістю хвилин без пропущених м'ячів поспіль — 872. Проте Реза Асаді на 85-й хвилині того ж поєдинку перервав «суху» серію Хоссейна Хоссейні. У жовтні 2019 року цей рекорд перевершив Паям Ніязманд. Завдяки вдалим виступам Хоссейні визнаний найкращим гравцем січня за версією програми Navad. 24 лютого в поєдинку проти «Фуладу» отримав жовту картку за затримку ігрового часу, через що пропустив поєдинок Тегеранського дербі наступного туру.

## Кар'єра в збірній
Виступав за юнацьку збірну Ірану U-17 на чемпіонаті світу 2009 року в Нігерії. Також виступав за молодіжну збірну країни.
3 листопада 2017 року Карлуш Кейрош викликав Хоссейна до тренувального табору збірної Ірану. Проте до фінального списку гравців не потрапив. Дебютував у збірній 17 березня 2018 року в переможному (4:0) поєдинку проти Сьєрра-Леоне, в якому Хоссейні в другому таймі замінив Хамеда Лака та відстояв у воротах іранської збірної «на нуль». У равні 2018 року потрапив до розширеного складу іранської збірної на чемпіонат світу 2018 року в Росії, проте фінального списку збірної Ірану з 23-х гравців не потрапив.

## Особисте життя
У равні 2017 року одружився. Своїми кумирами називає Мануеля Ноєра та Мехді Рахматі. З дитинства вболіває за «Естеґлал».

## Статистика виступів

### Клубна
Станом на 5 َквітня 2019
| Клуб               | Сезон             | Ліга                     | Ліга  | Ліга | Кубок Хазфі | Кубок Хазфі | Азія  | Азія | Загалом | Загалом |
| Клуб               | Сезон             | Ліга                     | Матчі | Голи | Матчі       | Голи        | Матчі | Голи | Матчі   | Голи    |
| ------------------ | ----------------- | ------------------------ | ----- | ---- | ----------- | ----------- | ----- | ---- | ------- | ------- |
| «Барг» (Шираз)     | 2010–11           | Дивізіон 1               | 0     | 0    | 0           | 0           | –     | –    | 0       | 0       |
| «Барг» (Шираз)     | 2011–12           | Дивізіон 1               | 2     | 0    | 0           | 0           | –     | –    | 2       | 0       |
| «Барг» (Шираз)     | Загалом           | Загалом                  | 2     | 0    | 0           | 0           | –     | –    | 2       | 0       |
| «Естеґлал»         | 2012–13           | Про-ліга Перської затоки | 0     | 0    | 0           | 0           | 0     | 0    | 0       | 0       |
| «Естеґлал»         | 2013–14           | Про-ліга Перської затоки | 0     | 0    | 1           | 0           | 1     | 0    | 2       | 0       |
| «Естеґлал»         | 2016–17           | Про-ліга Перської затоки | 8     | 0    | 0           | 0           | 0     | 0    | 8       | 0       |
| «Естеґлал»         | 2017–18           | Про-ліга Перської затоки | 20    | 0    | 1           | 0           | 4     | 0    | 25      | 0       |
| «Естеґлал»         | 2018–19           | Про-ліга Перської затоки | 13    | 0    | 1           | 0           | 4     | 0    | 18      | 0       |
| «Естеґлал»         | 2019–20           | Про-ліга Перської затоки | 16    | 0    | 2           | 0           | 2     | 0    | 20      | 0       |
| «Естеґлал»         | Загалом           | Загалом                  | 57    | 0    | 5           | 0           | 11    | 0    | 73      | 0       |
| «Малаван» (оренда) | 2014–15           | Про-ліга Перської затоки | 13    | 0    | 0           | 0           | –     | –    | 12      | 0       |
| «Малаван» (оренда) | 2015–16           | Про-ліга Перської затоки | 15    | 0    | 0           | 0           | –     | –    | 15      | 0       |
| «Малаван» (оренда) | Загалом           | Загалом                  | 28    | 0    | 0           | 0           | –     | –    | 28      | 0       |
| Усього за кар'єру  | Усього за кар'єру | Усього за кар'єру        | 87    | 0    | 5           | 0           | 11    | 0    | 103     | 0       |

### У збірній
Станом на 24 грудня 2018
| 2018    | 4 | 0 |
| 2019    | 0 | 0 |
| Загалом | 4 | 0 |

## Досягнення
«Естеґлал»
- Про-ліга Ірану
  -  Чемпіон (2): 2012/13, 2021/22

- Кубок Хазфі
  -  Володар (2): 2017/18, 2024/25

- Суперкубок Ірану
  -  Володар (1): 2022